# Salvatore Di Giacomo

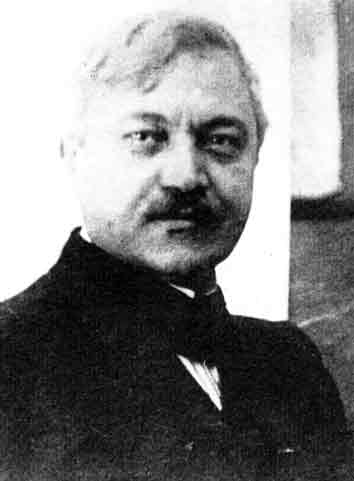
Salvatore Di Giacomo.

Salvatore Di Giacomo, född den 12 mars 1860 i Neapel, död där den 5 april 1934, var en italiensk sångtextförfattare.
Di Giacomo författade även ett stort antal neapolitanska realistiska skildringar, dramer (Assunta Spina), kritiker och historiska arbeten.